# Boismé
Boismé – miejscowość i gmina we Francji, w regionie Nowa Akwitania, w departamencie Deux-Sèvres.
Według danych na rok 1990 gminę zamieszkiwało 1079 osób, a gęstość zaludnienia wynosiła 29 osób/km² (wśród 1467 gmin regionu Poitou-Charentes Boismé plasuje się na 279. miejscu pod względem liczby ludności, natomiast pod względem powierzchni na miejscu 92.).